# Patrimoni de la Humanitat a Romania
Els llocs de Patrimoni de la Humanitat a Romania són inscrits per la UNESCO. A més a més dels llocs inscrits, els estats de membre de la UNESCO poden mantenir una llista de llocs provisionals que poden considerar per nomenament. Els nomenaments per la llista de Patrimoni Mundial s'accepten si prèviament són a la llista provisional.
Fins al 2021, Romania havia enregistrat 16 llocs en la seva llista provisional. La llista i l'any en què s'hi van incloure es poden llegir a continuació:
1. Esglésies bizantines i postbizantines de Curtea de Argeș (1991)[5]
2. Cule d'Oltènia (1991)[6]
3. Església dels Tres Jerarques a Iași (1991)[7]
4. Església de Densuș (1991)[8]
5. Ciutat històrica d'Alba Iulia (1991)[9]
6. Monestir de Neamț (1991)[10]
7. Pietrosul Rodnei (1991)[11]
8. Massís Retezat (1991)[12]
9. Conjunt Rupestral de Basarabi (1991)[13]
10. Formació de Sânpetru (1991)[14]
11. Conjunt Monumental de Târgu Jiu (1991)[15]
12. Centre històric de Sibiu i el seu conjunt de places (2004)[16]
13. Vell poble de Rimetea i els seus voltants (2012)[17]
14. Rosia Montana Mining Cultural Landscape a Roșia Montană(2016)[18]
15. Fronteres de l'Imperi Romà - Dacia (2020)[19]
16. Fronteres de l'Imperi Romà: les llimes del Danubi (2020)[20]

### Galeria

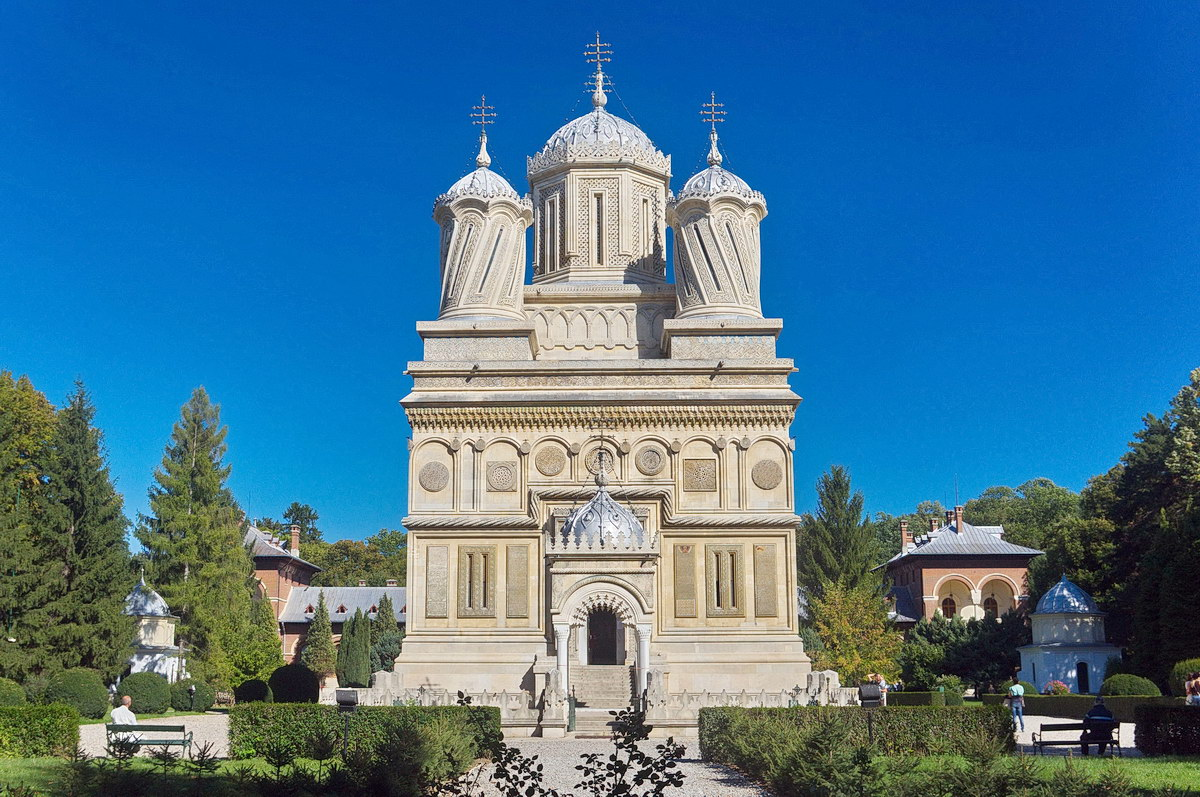
El segle xvi Monestir bizantí de Curtea de Argeș
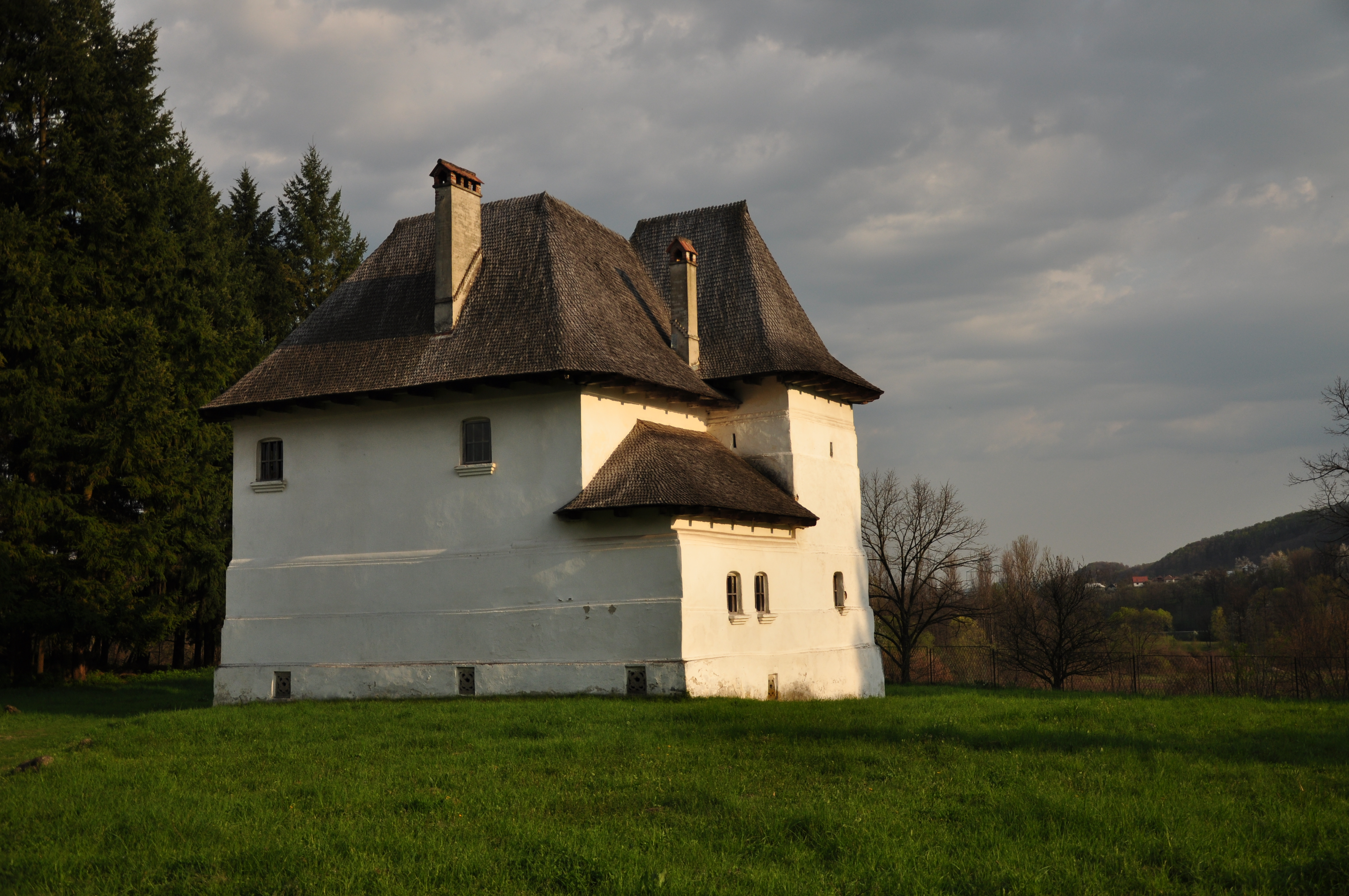
Una tradicional culă de Măldărești (Cula Greceanu) a Vâlcea
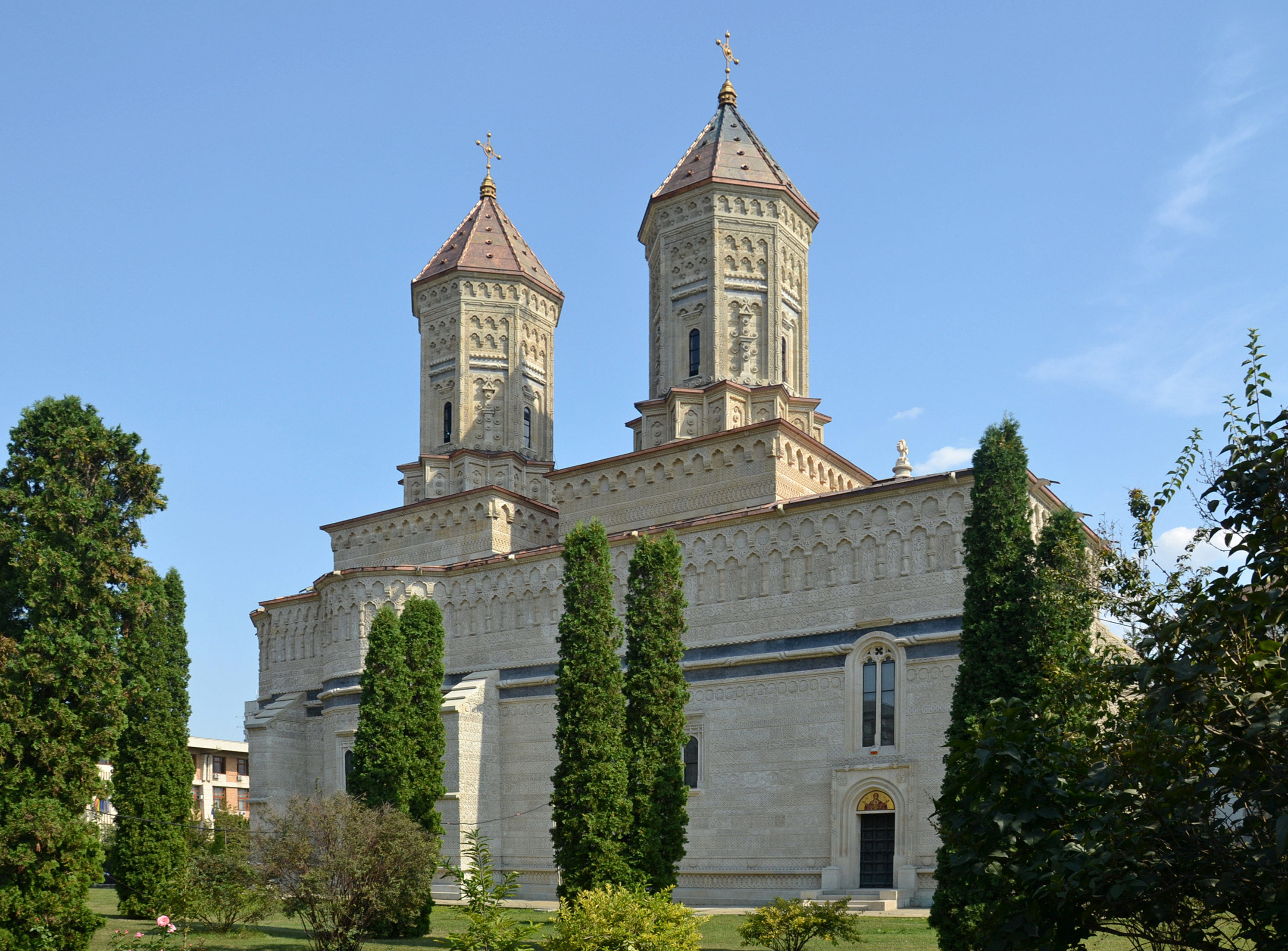
Monestir de Trei Ierarhi a Iași
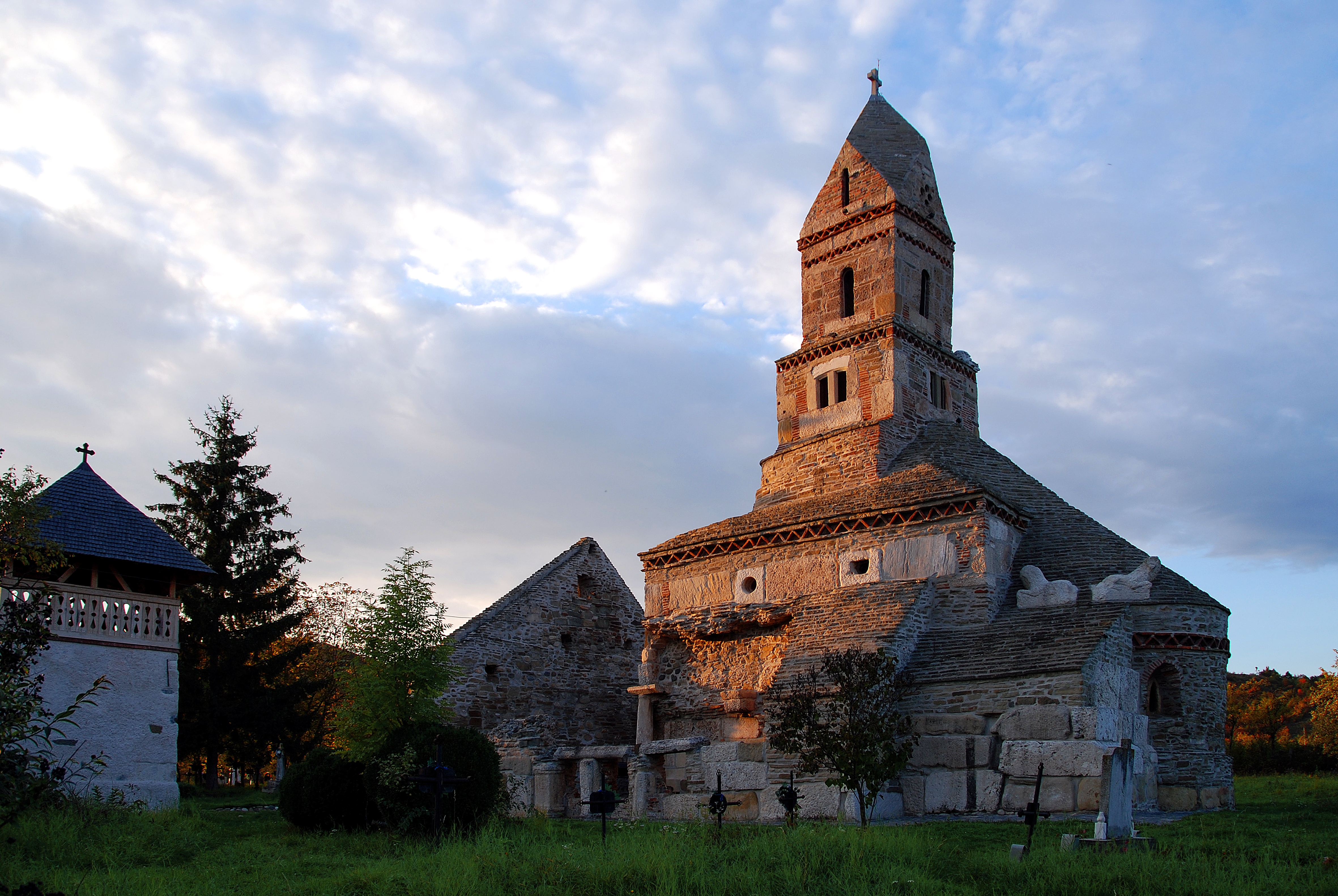
Església de Densuș
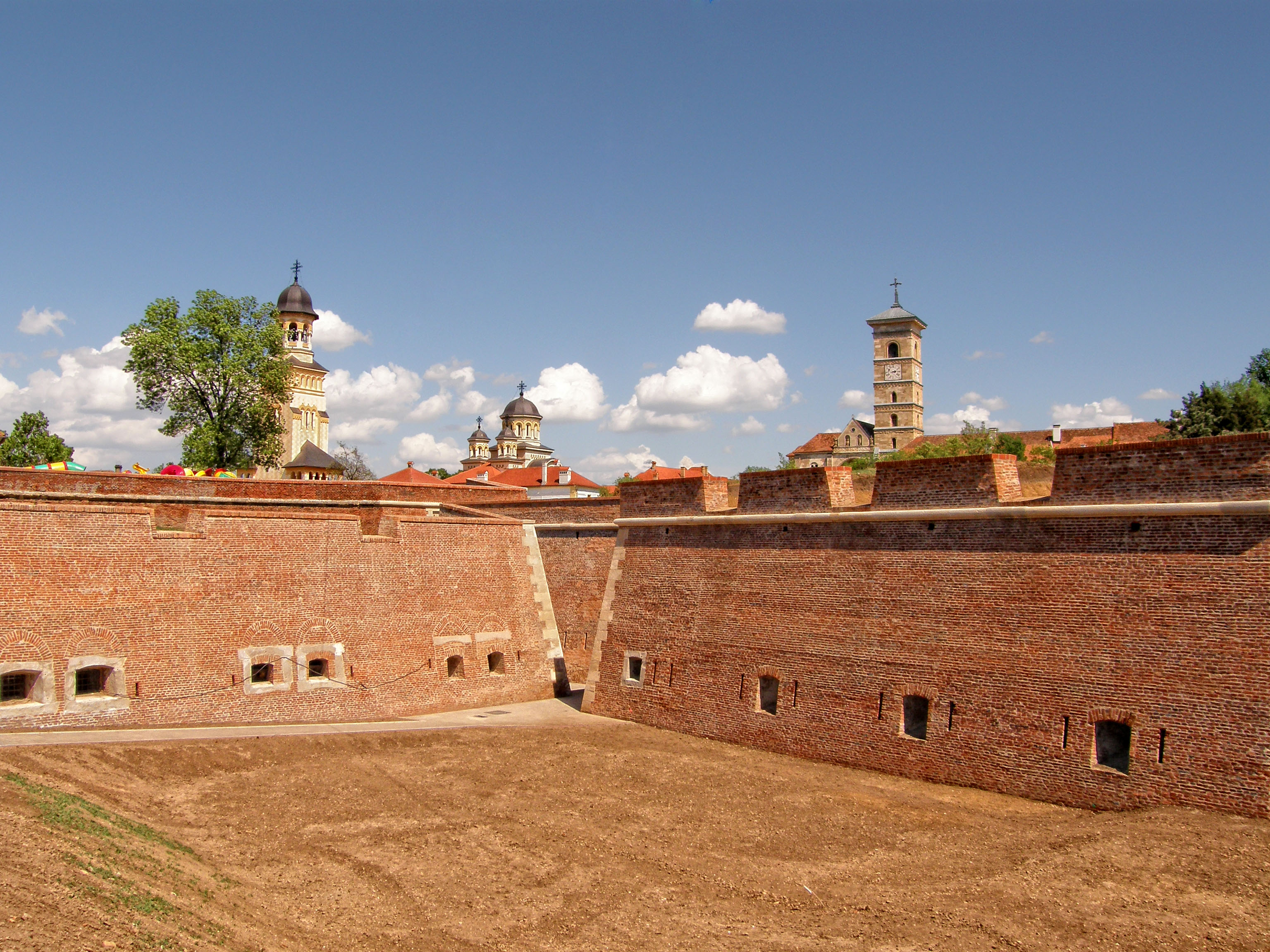
Fortalesa de Carolina de l'Alba
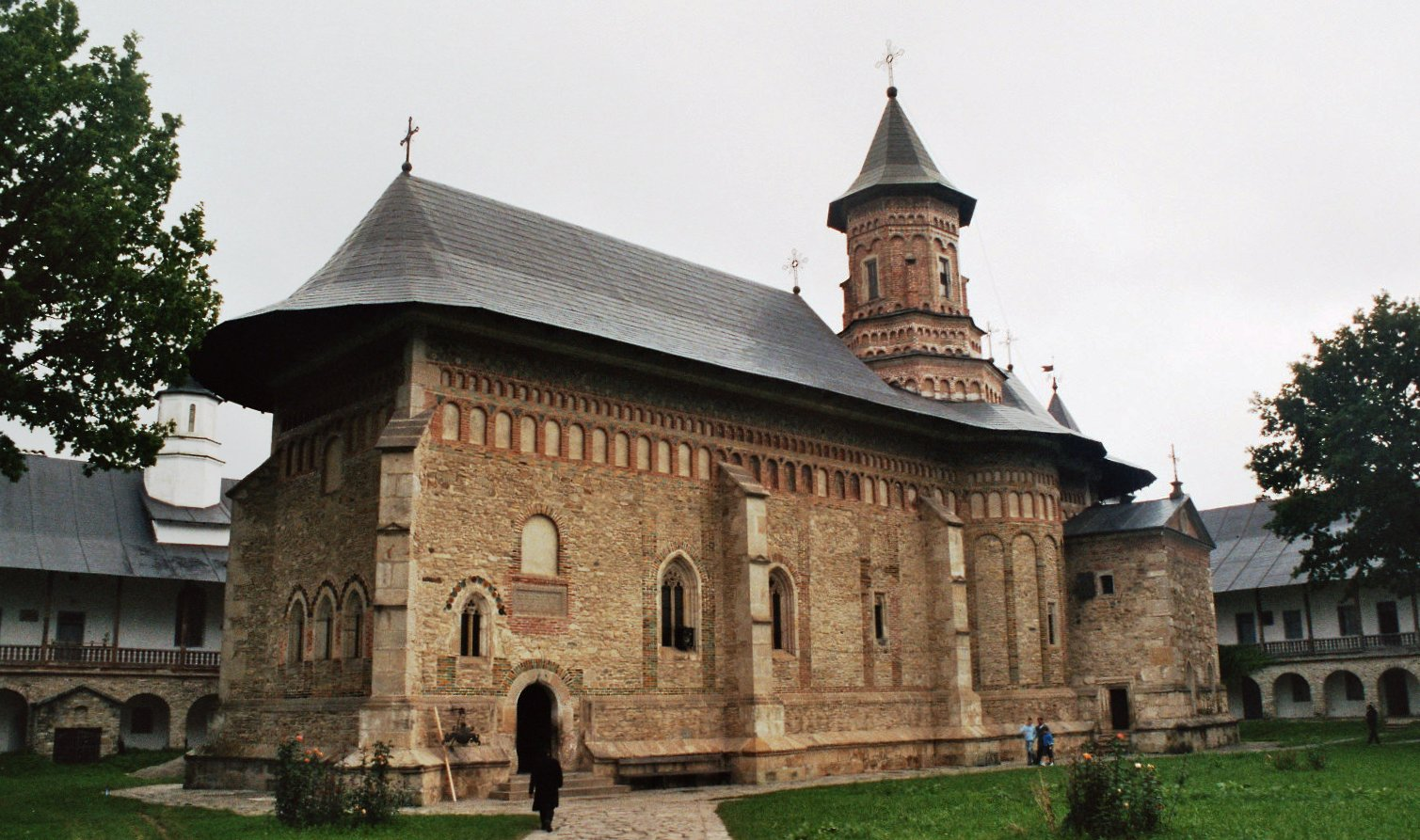
Monestir de Neamț
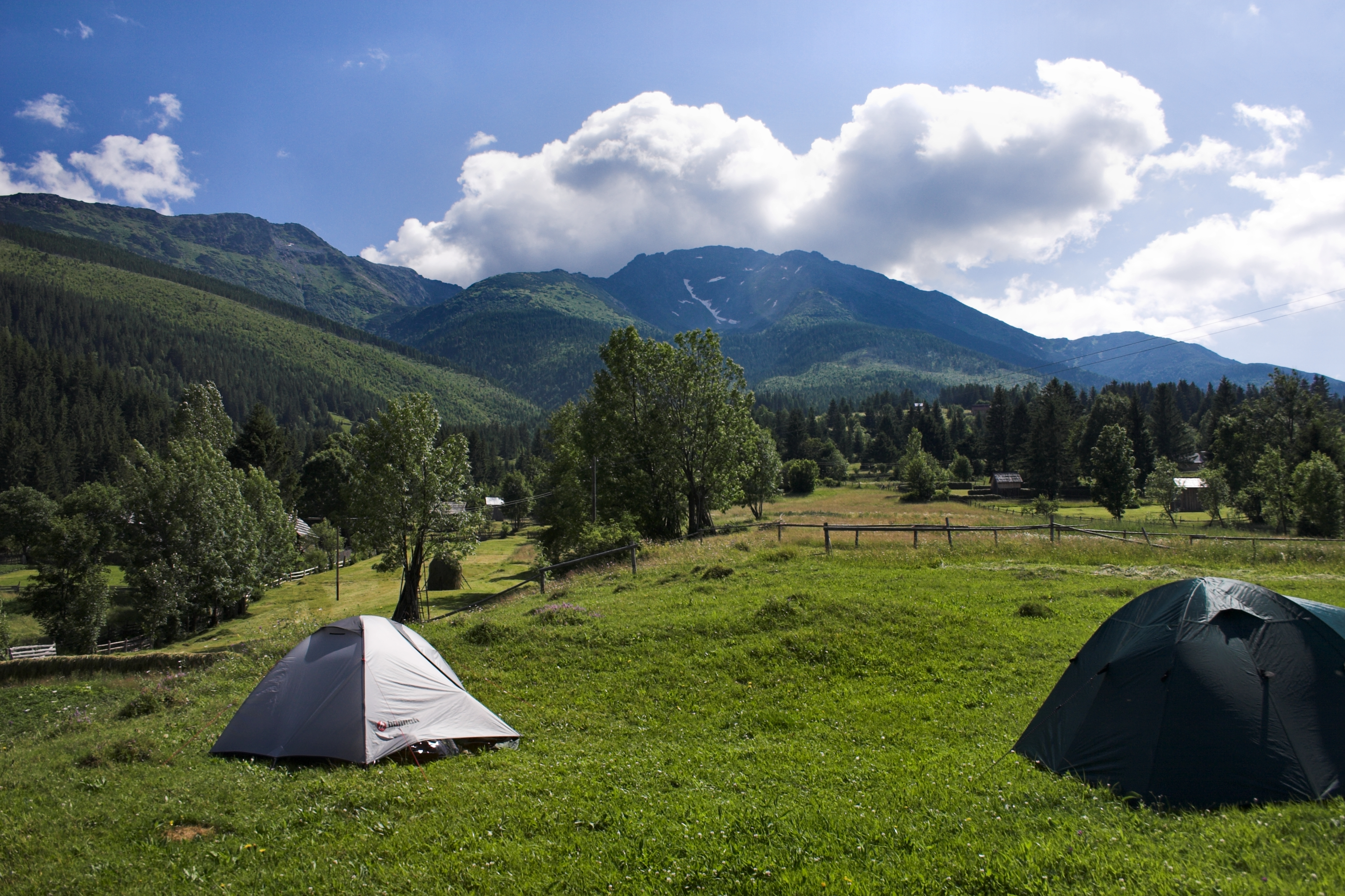
Muntanyes de Rodna
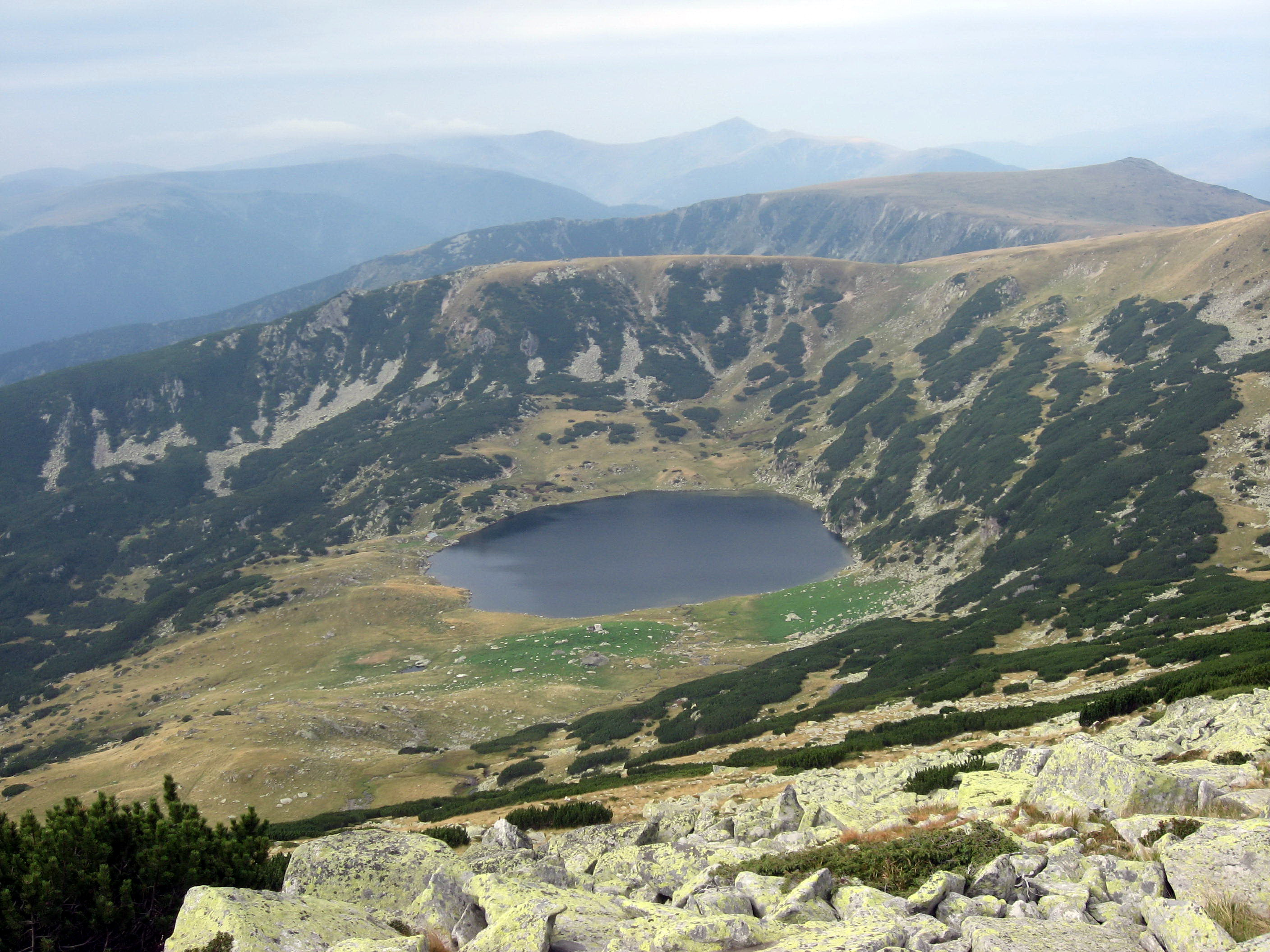
Llac Zănoaga a les muntanyes Retezat
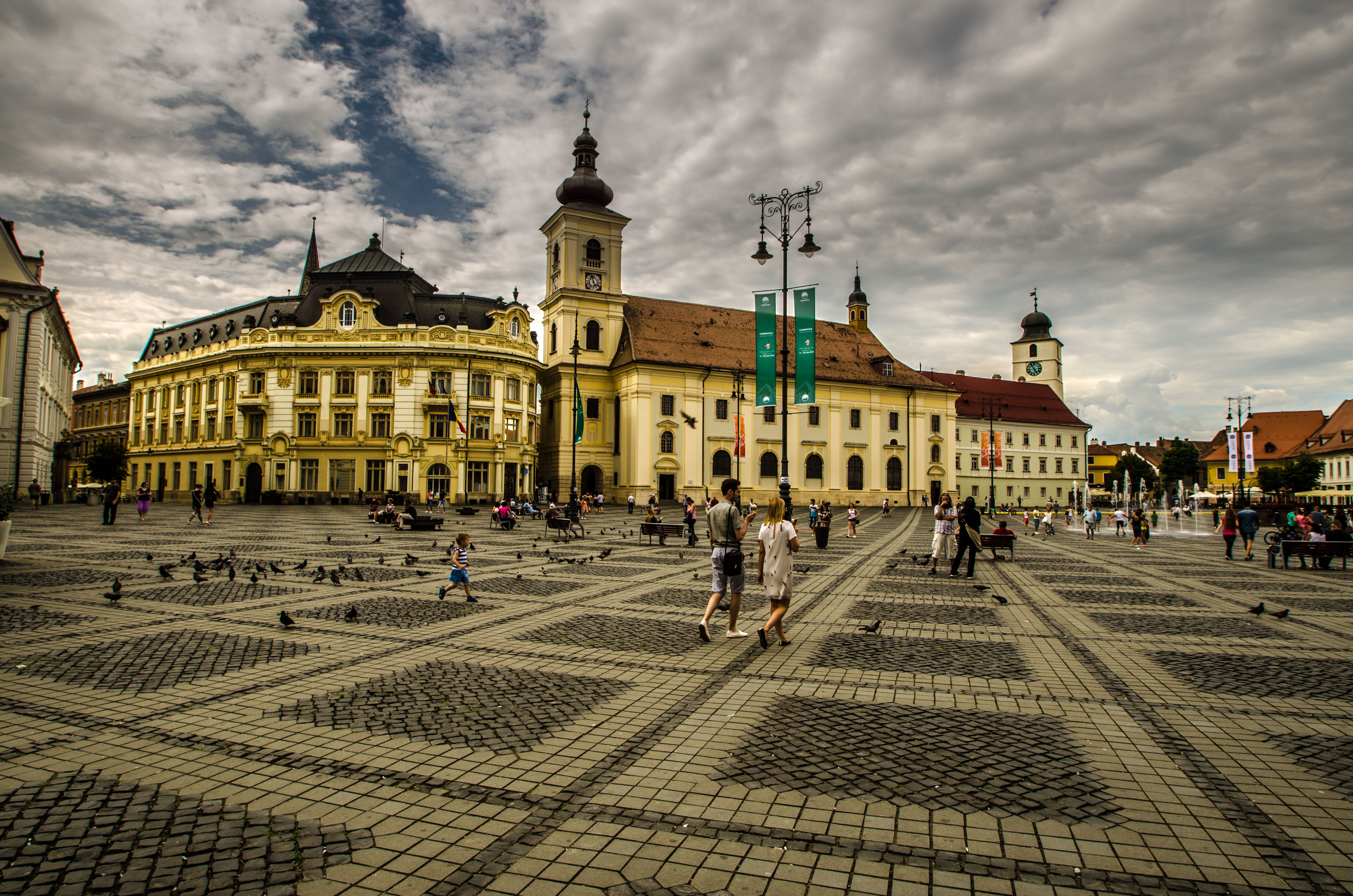
Plaça magnífica de Sibiu
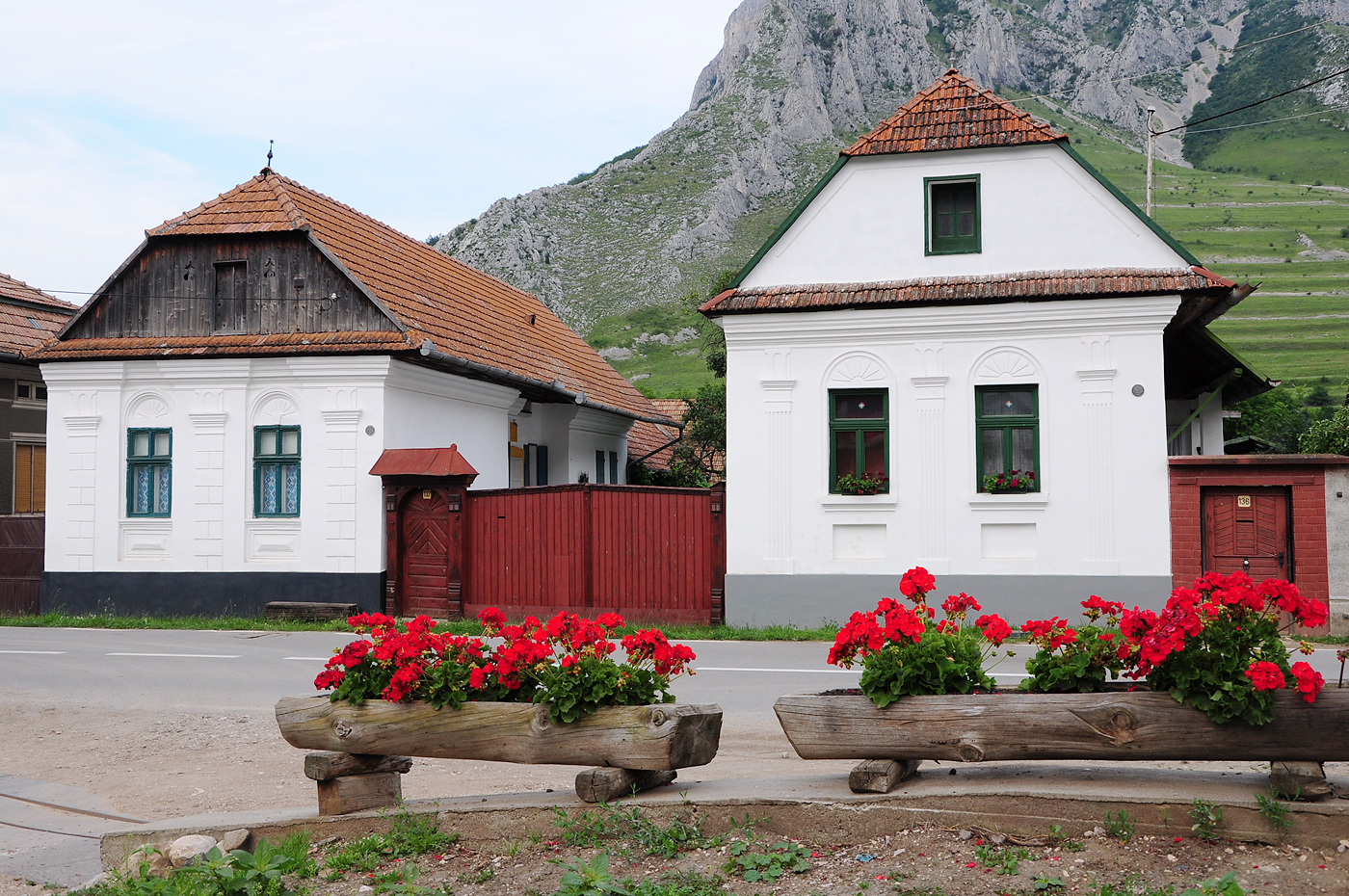
Lloc rural històric en Rimetea, Alba
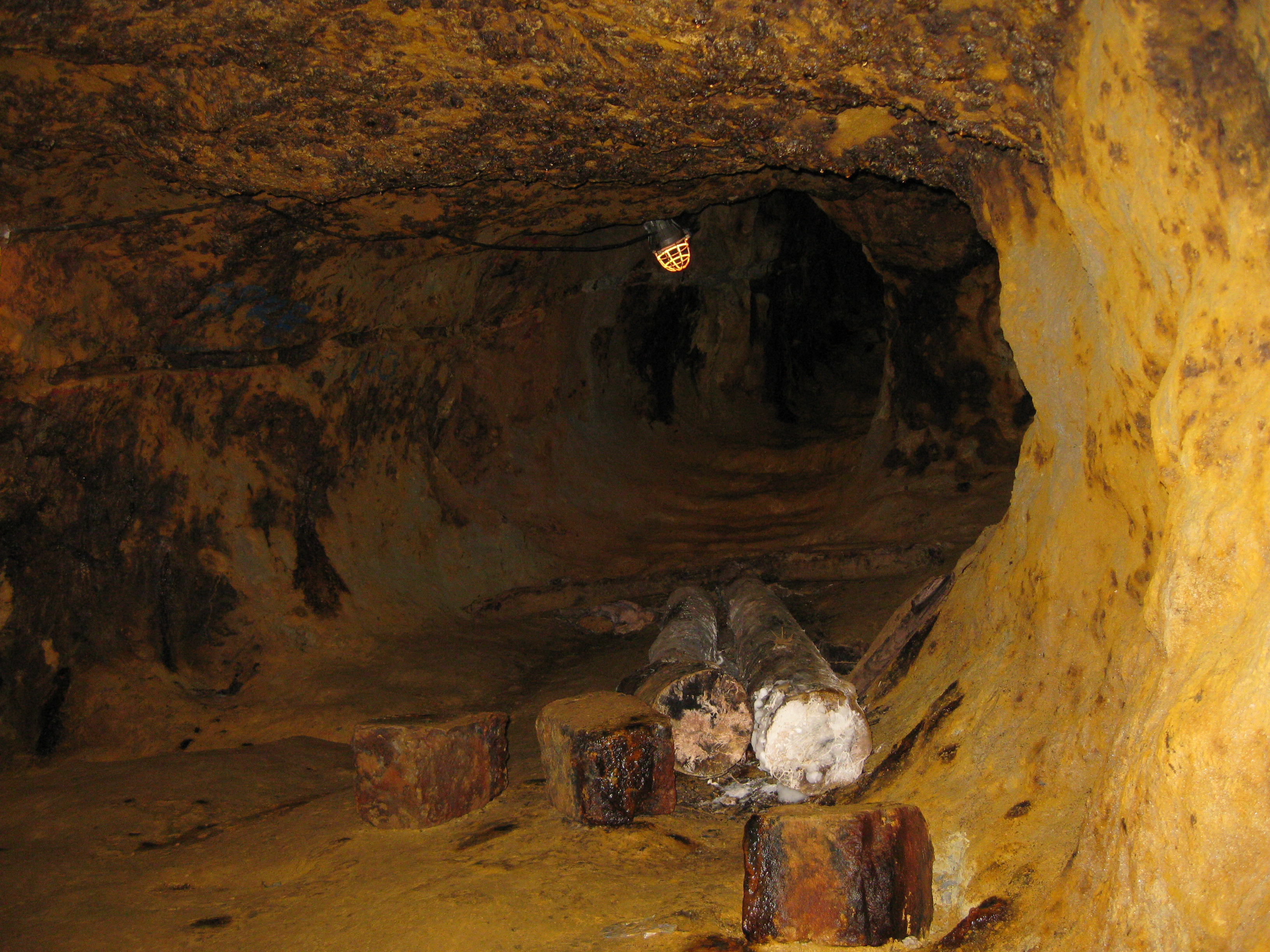
Mines d'or romà en Roșia Montană